# أونيشينكو فلاديمير فلاديميرافيج
أونيشينكو فلاديمير فلاديميرافيج (بالأوكرانية: Онищенко Володимир Олександрович) ولد في مدينة لوغانسك (25 مارس 1969) رئيس جامعة بولتافا الوطنية دكتوراه في علم الاقتصاد حصل على جائزة التعليم في أوكرانيا عام 2009 وجائزة الدولة في العلوم والتكنلوجيا عام 2012 وهو رئيس الجامعة الرابع تسلسلا
.
.

## التعليم
فلاديمير أونيشينكو تخرج من الجامعة الهندسية بولتافا مع مرتبة الشرف في عام 1993 تخصص في (المحاسبة والتحليل الصناعي والبناء) وفي عام 1997 -تخرج من معهد كييف للمصرفيين تخصص «الاقتصاد الدولي».
وحصل على الدكتوراه عام 1996 تخصص «الآلات وحدات لإنتاج مواد البناء والهياكل والمنتجات.» وكانت أطروحته في الدكتوراه بعنوان «أسس تشكيل المنطقة وسياسة الاستثمار» رئيس تحرير مجلة «الاقتصاد والمنطقة» العلمية

## الرياضات
- كرة القدم
- بلياردو